# Sveinn Ingvarsson
Sveinn Ingvarsson (* 2. Juli 1914 in Staðarsveit; † 22. Januar 2009 in Akureyri) war ein isländischer Leichtathlet.
Er nahm bei den Olympischen Sommerspielen 1936 am 100-Meter-Lauf teil. Dort schied er als Fünfter seines Vorlaufs aus. 1938 stellte er über 100, 200 und 400 Meter jeweils einen isländischen Rekord auf.